# Brødkniv
En brødkniv er, som navnet antyder, en type kniv, som bruges til at skære i brød med. Det er en af mange typer køkkenknive som bl.a. kokke bruger. Bladet har en savtakket æg, der gør det muligt at skære i blødt brød uden at knuse det eller trykke det fladt som en almindelig kniv med lige æg ville gøre.

## Historie
I 1889 blev der udstillet en brødkniv ved World's Columbian Exposition i Chicago af firmaet F. Dick fra Esslingen, Tyskland. Et design blev panteteret i USA af Joseph E. Burns fra Syracuse, New York i 1921, efter det var blevet indlevet i 1919. Hans kniv havde sektioner af rille og savtakker, der blev mindre i takt med bladets akse, således at de dannede individuelle skæreflader, der var vinkelrete å bladet, og således kunne skæres uden at der skulle bruges ekstra kræfter.

## Udseende
Brødknive er normalt mellem 15 og 25 cm lange. Ofte vil skaftet sidde i en lidt skæv vinkel i forhold til bladet eller være centreret mod nakken af bladet for at brugerens knoer ikke rammer overfladen som emnet ligger på..
Bladet bliver normalt fremstillet af stål, gerne rustfrit stål, der giver længere levetid. I nyere tid er der også blevet fremstillet keramiske brødknive. Håndtaget kan være fremstillet af en række forskellige materialer, heriblandt træ, plastik og metal. På nogle brødkniv er fremstillet i ét stykke, således at bladet og håndtaget er i samme type stål.